# 光州広域市民俗文化財
光州広域市民俗文化財（クァンジュこういきし みんぞくぶんかざい）は、大韓民国の文化遺産保護制度で、市道指定文化財の一つ。「衣食住・生業・信仰・年中行事などに関する風俗・慣習と、それに使用される衣服・器具・家屋などで国民生活の推移を理解するのに不可欠なもの」であり、かつ上位の国家指定文化財に指定されていないものを対象として光州市が条例により指定する。旧名は「光州広域市民俗資料」であり、2011年2月5日に全文改正された文化財保護法（法律第10000号）が施行され、現在の名称になる。

## 光州広域市民俗文化財一覧
| 番号    | 登録名                                                                    | 所在地 | 管理者             |
| ------- | ------------------------------------------------------------------------- | ------ | ------------------ |
| 第001号 | 李章雨家屋                                                                | 南区   | 学校法人海印学園   |
| 第002号 | 崔昇孝家屋                                                                | 南区   | 個人               |
| 第003号 | 金容鶴家屋                                                                | 北区   | 個人               |
| 第004号 | 康津金海金氏家喪輿                                                        | 北区   | 光州市立民族博物館 |
| 第005号 | 立石邑の立石                                                              | 光山区 | 個人               |
| 第006号 | 光山盧氏墳墓出土明器類 6-1 仲崙墓出土品 6-2 漢経墓出土品 6-3 玉孫墓出土品 | 北区   | 光州市立民族博物館 |
| 第007号 | 畢門李先斉不祧廟                                                          | 南区   | 光山李氏門中       |